# Marrit Steenbergen
Marrit Steenbergen (Ooststellingwerf, 11 gennaio 2000) è una nuotatrice olandese.

## Palmarès
- Mondiali

Kazan' 2015: argento nella 4x100m sl e nella 4x100m sl mista.
Budapest 2022: bronzo nella 4x100m misti mista.
Fukuoka 2023: bronzo nei 100m sl.
Doha 2024: oro nei 100m sl e nella 4x100m sl.
Singapore 2025: oro nei 100m sl, bronzo nella 4x100m sl.
- Mondiali in vasca corta

Windsor 2016: bronzo nella 4x100m sl.
Abu Dhabi 2021: bronzo nella 4x50m sl.
Melbourne 2022: oro nei 100m misti, bronzo nei 100m sl, nei 200m sl e nella 4x50m sl mista.
- Europei

Londra 2016: oro nella 4x100m sl e nella 4x100m sl mista, bronzo nella 4x200m sl.
Budapest 2020: argento nella 4x100m sl e nella 4x100m sl mista.
Roma 2022: oro nei 100m sl, nei 200m sl, nella 4x200m sl e nella 4x100m misti mista, argento nei 200m misti, bronzo nella 4x100m sl e nella 4x100m misti.
- Europei in vasca corta

Netanya 2015: oro nella 4x50m misti, argento nella 4x50m sl e bronzo nei 100m misti.
Kazan' 2021: oro nei 200m sl e bronzo nei 100m sl.
- Giochi europei

Baku 2015: oro nei 100m sl, argento nei 50m sl, nei 200m sl, nella 4x100m sl, nella 4x200m sl e nella 4x100m misti.